# André Sehmisch
André Sehmisch (Erlabrunn, 27 de septiembre de 1964) es un deportista de la RDA que compitió en biatlón.
Ganó nueve medallas en el Campeonato Mundial de Biatlón entre los años 1985 y 1990. Participó en los Juegos Olímpicos de Calgary 1988, ocupando el quinto lugar en las pruebas de velocidad y de relevo.

## Palmarés internacional
| Campeonato Mundial | Campeonato Mundial           | Campeonato Mundial | Campeonato Mundial |
| Año                | Lugar                        | Medalla            | Prueba             |
| ------------------ | ---------------------------- | ------------------ | ------------------ |
| 1985               | Ruhpolding (RFA)             | Medalla de plata   | Relevo             |
| 1986               | Oslo (Noruega)               | Medalla de plata   | Individual         |
| 1986               | Oslo (Noruega)               | Medalla de plata   | Relevo             |
| 1986               | Oslo (Noruega)               | Medalla de bronce  | Velocidad          |
| 1987               | Lake Placid (Estados Unidos) | Medalla de oro     | Relevo             |
| 1987               | Lake Placid (Estados Unidos) | Medalla de bronce  | Velocidad          |
| 1989               | Feistritz (Austria)          | Medalla de oro     | Relevo             |
| 1989               | Feistritz (Austria)          | Medalla de bronce  | Equipo             |
| 1990               | Kontiolahti (Finlandia)      | Medalla de bronce  | Relevo             |